# جاي دايفيد ستيرن
جاي دايفيد ستيرن (بالإنجليزية: J. David Stern)‏ هو شخصية أعمال أمريكي، ولد في 1 أبريل 1886 في فيلادلفيا في الولايات المتحدة، وتوفي في 10 أكتوبر 1971 في ويست بالم بيتش في الولايات المتحدة.